# یوسف آلبو
یوسف آلبو(عبری: יוסף אלבו) فیلسوف و خاخام یهودی در اواخر قرن چهاردهم و اوایل قرن پانزدهم میلادی‌است. وی بیشتر به دلیل نوشتن سفر هاعیقاریم("کتاب اصول") مشهور است؛ این کتاب رساله‌ای در مورد اصول اساسی آیین یهودیت است.

## زندگی
زادگاه آلبو را شهر مونرئال در قلمرو آراگون در اسپانیا دانسته‌اند. این گفته بر اساس گزارش استروخ لاوی از منازعه مذهبی در تورتوسا در سال ۱۴۱۳ است؛ که در آن آلبو یکی از شرکت‌کنندگان یهودی دانسته شده‌است که به نمایندگی از جامعه یهودیان مونرئال در جلسات حضور داشته‌است. در گزارش لاتین، به منازعه تورتوسا و سان‌ماتیو اشاره شده‌است؛ اما سخنی از زادگاه آلبو نرفته‌است.
هنریش گریتز بر این باور است که آلبو در زمان شرکت در منازعات تورتوسا، دست کم سی سال داشته‌است؛ و بنابراین تاریخ تولد آلبو پس از سال ۱۳۸۰ نبوده‌است. تاریخ مرگ او را ۱۴۴۴ و در برخی گزارش‌ها ۱۴۳۰ دانسته‌اند. با این‌حال، ذکر شده‌است که آلبو در سال ۱۴۳۳ در سریا وعظ داشته‌است. ظاهراً آلبو در علم پزشکی نیز سررشته داشته‌است؛ زیرا وی از تصاویر علم طب در نوشته‌های خویش بهره برده‌است.
آلبو با اتکا به سنت فلسفی اسلامی و حکمت مشاء که دنباله سنت ارسطویی به شمار می‌رفت؛ تبیین خود را از عقاید اساسی یهودیت ارائه داده‌است. نوشته‌های استادش، حسدای کرسکاس نیز از مواردی بوده‌است که آلبو در کتابش از آن بهره برده‌است.

## عیقاریم
عیقاریم، مهم‌ترین اثر آلبو درباره اصول دین یهود است. عیقاریم، بنا به گفته آلبو واکنش او به زوال تعهد و اعتقاد دینی هم‌کیشانش است. آلبو با نوشتن این کتاب خواسته تبیینی عقلانی از دین یهود، ارائه دهد و با این کار اعتقاد و اعتماد به یهودیت را به میان یهودیان بازگرداند. عیقاریم، تماماً در یک زمان نگاشته نشد؛ بخش اول آن به عنوان یک اثر مستقل منتشر گردید که چکیده‌ای از اندیشه آلبواست و بر اثر انتقادات بسیاری که بر آن وارد شد، آلبو بخش دوم را به آن افزود.
در مقدمه بخش دوم آلبو درباره انتقادات گفته‌است: "کسی که کتابی را نقد می‌کند، باید بر احوال و عقاید نویسنده مسلط باشد، یعنی روشی را که نویسنده در کتاب به کار گرفته بشناسد، آن‌گاه همه متن را با هم نقد کند؛ نه این که بخشی از یک سخن را بگیرد و بقیه را عمداً حذف کند."
آلبو در کتابش می‌گوید که کافر را باید کسی دانست که می‌داند تورات، اصلی را وضع کرده ولی حقانیت آن را منکر می‌شود. آلبو این را سرکشی برضد تعالیم سنت و مترادف کفر و بی‌اعتقادی می‌داند. او می‌گوید:
آلبو، برای تدوین اصول بنیادین یهودیت(عیقاریم)، نقد تلاش‌های فیلسوفان اولیه از جمله ابن‌میمون را ضروری شمرد. به نظر آلبو، ابن‌میمون نتوانسته‌بود هیچ معیار مشخصی جهت گزینش ارائه دهد؛ به علاوه او فهرست شش معیاری کرسکاس را به عنوان مبنایی برای تعیین اصول عام شریعت الهی رد کرد. آلبو، اعلام نمود که اصول یهودیت اصولی هستند که بدون آن‌ها یهودیت غیرقابل تصور و غیرقابل امکان است. این اصول عبارت‌اند از:
- اعتقاد به خدای یکتا، مجرد، مستقل، فرازمانی و غیرمادی که مخلوقات را از عدم آفریده‌است.
- اعتقاد به برتری موسی بر دیگر پیامبران
- اعتقاد به تغییرناپذیری و ثبات تورات و محافظت آن از تحریف، تا زوال آسمان‌ها و زمین
- اعتقاد به رستاخیز مردگان و زندگی پس از مرگ
- اعتقاد به این که تکامل انسان با عمل به فرمان‌های تورات دست‌یافتنی است
- اعتقاد به ظهور ماشیح

کتاب عیقاریم آلبو شهرت قابل‌توجهی در میان یهودیان یافت. از چاپ اولش توسط یوشع سلیمان سانچینو در سال ۱۴۸۵، نسخه‌های چاپی بعدی با شمارگان بسیار زیاد روانه بازار شدند. در قرن بعدی، توسط یعقوب کوپلمان برستی و نیز در قرن هفدهم توسط گدلیا بن سلیمان لیپشوتس لوبلینی تفسیری بر آن نوشته شد. در سال ۱۸۸۴ ترجمه آلمانی آن توسط وایل شلسینگر در فرانکفورت به چاپ رسید و چاپی انتقادی از متن به همراه ترجمه و یادداشت‌های انگلیسی توسط هوسیک، در سال ۱۹۳۰ به چاپ رسید. در میان محافل مسیحی تعدادی از عالمان الهیات همچون هوگو گروتیوس و ریچارد سیمون نظر مساعدی به آن اثر داشتند؛ سایر عالمان الهیات نوشته آلبو را دفاعیه‌ای نیرومند از جاودانگی آیین یهود و تهدیدی بالقوه برای آموزه‌های مسیحی و اسلامی دانسته‌اند.